# Nedra
Nedra er en amerikansk stumfilm fra 1915 af Edward José.

## Medvirkende
- George Probert - Hugh Ridgway
- Fania Marinoff - Lady Tenny
- Margaret Greene - Grace Vernon
- Crauford Kent - Henry Veath